# 自動運載飛船

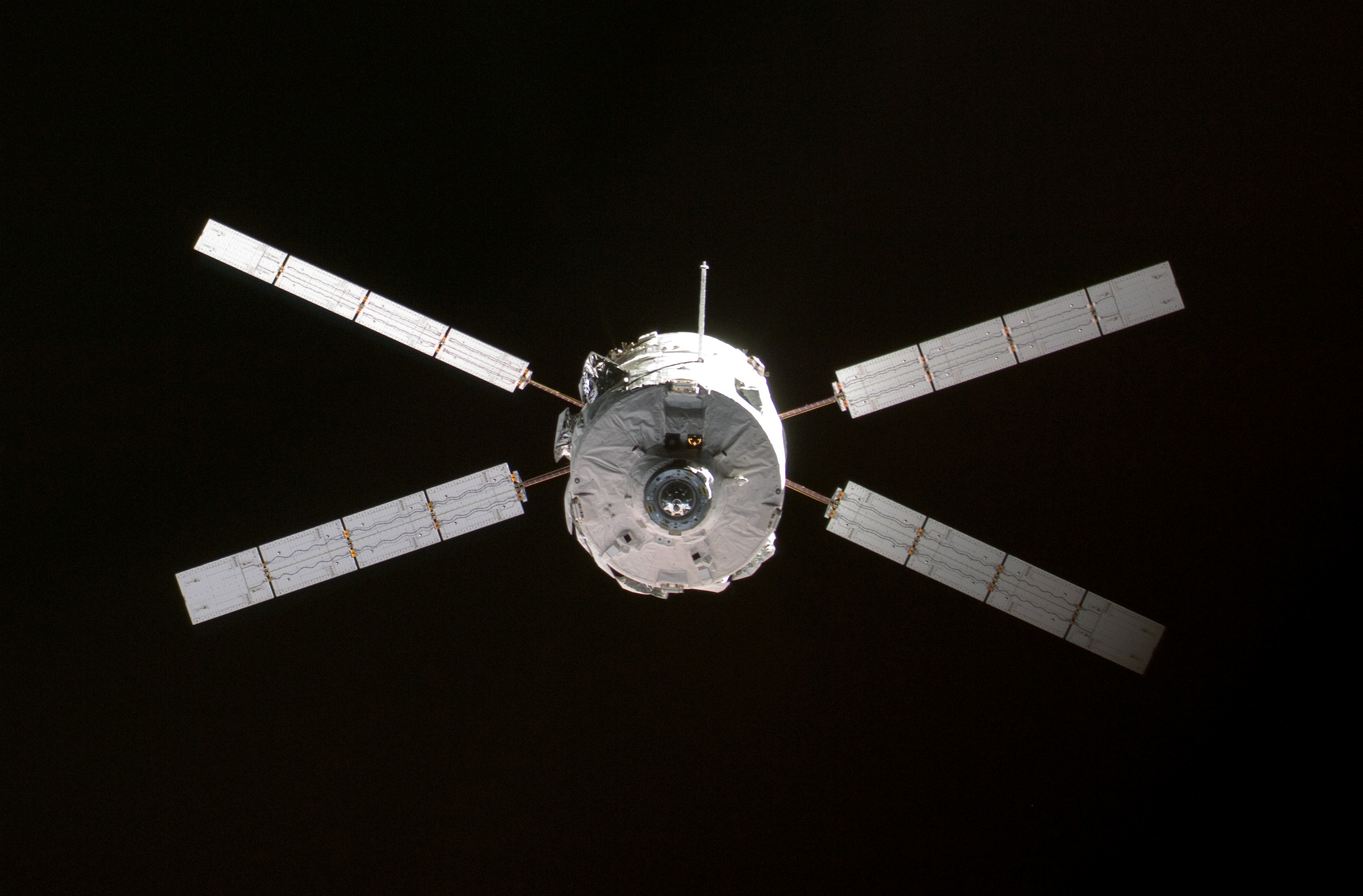
自動運載飛船

自動運載飛船（英文：Automated Transfer Vehicle，縮寫：ATV）是國際太空站的實驗性設備以及向空间站运输食物、空氣和水的货运飞船。自動運載飛船由歐洲太空總署建造。自動運載飛船將是国际空间站供應太空艙中不可缺少的一個。每17個月，自動運載飛船將运載7.7噸貨物從位于法屬蓋亞那的圭亚那太空中心發射場起飞前往距离地球400公里的軌道。一個高精度導航系統將引導自動運載飛船沿正確的軌道飛行。飞船到达国际空间站后它将自動与俄國服務艙对接。作為駐地的艙組，自動運載飛船將在國際空间站停靠六個月，并在回程中完成它最後的任務：利用地球的大氣燃燒6.4噸國際太空站廢物。 
首艘儒勒·凡爾納號於2008年3月8日由亞利安五號火箭於蓋亞那太空中心發射升空，於4月3日與國際太空站星辰號服務艙銜接。這是全自動太空船首次與國際太空站完成自動銜接動作，無地面航控人員或太空站太空人以手動補助操作介入。

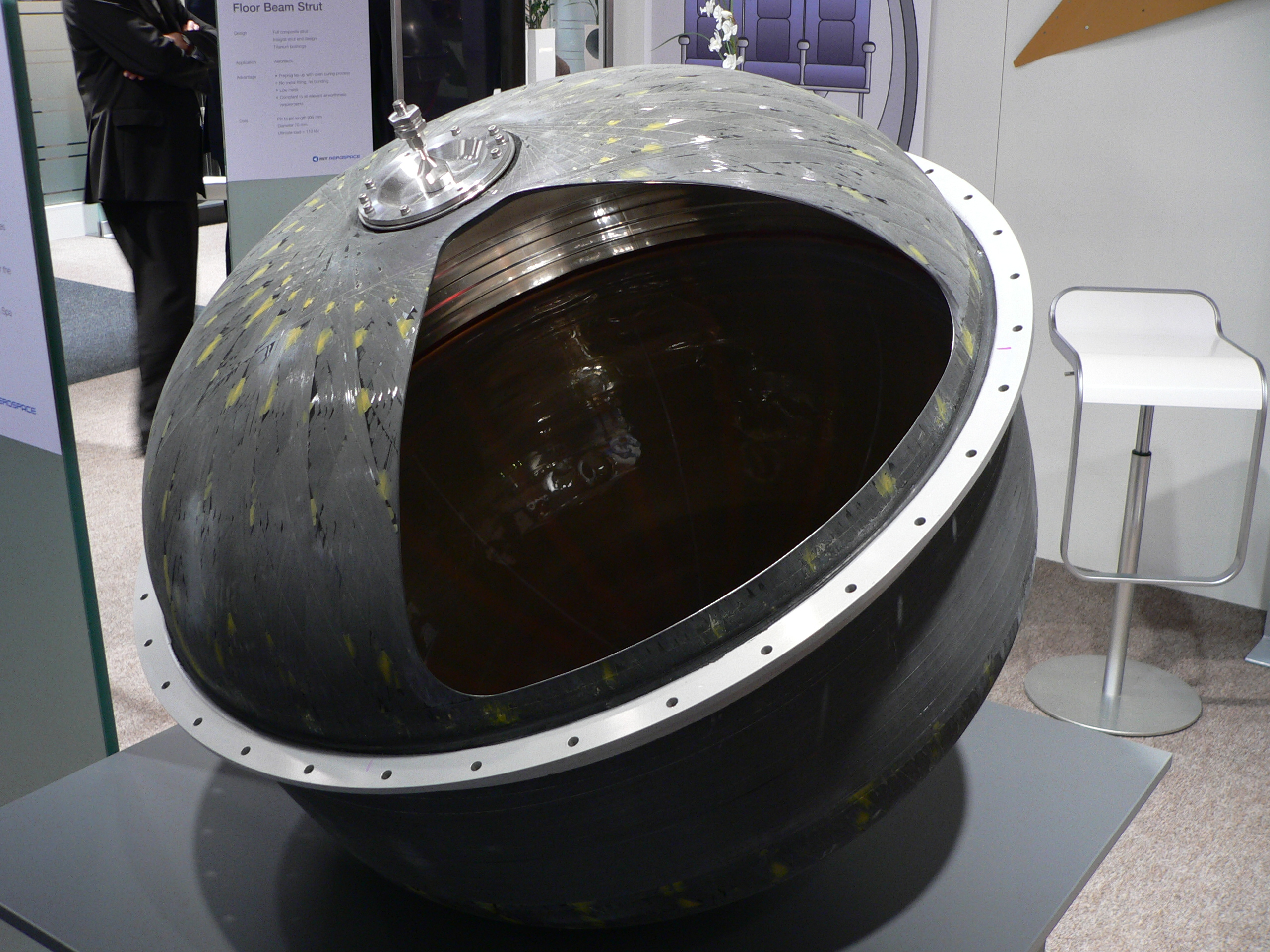
水箱

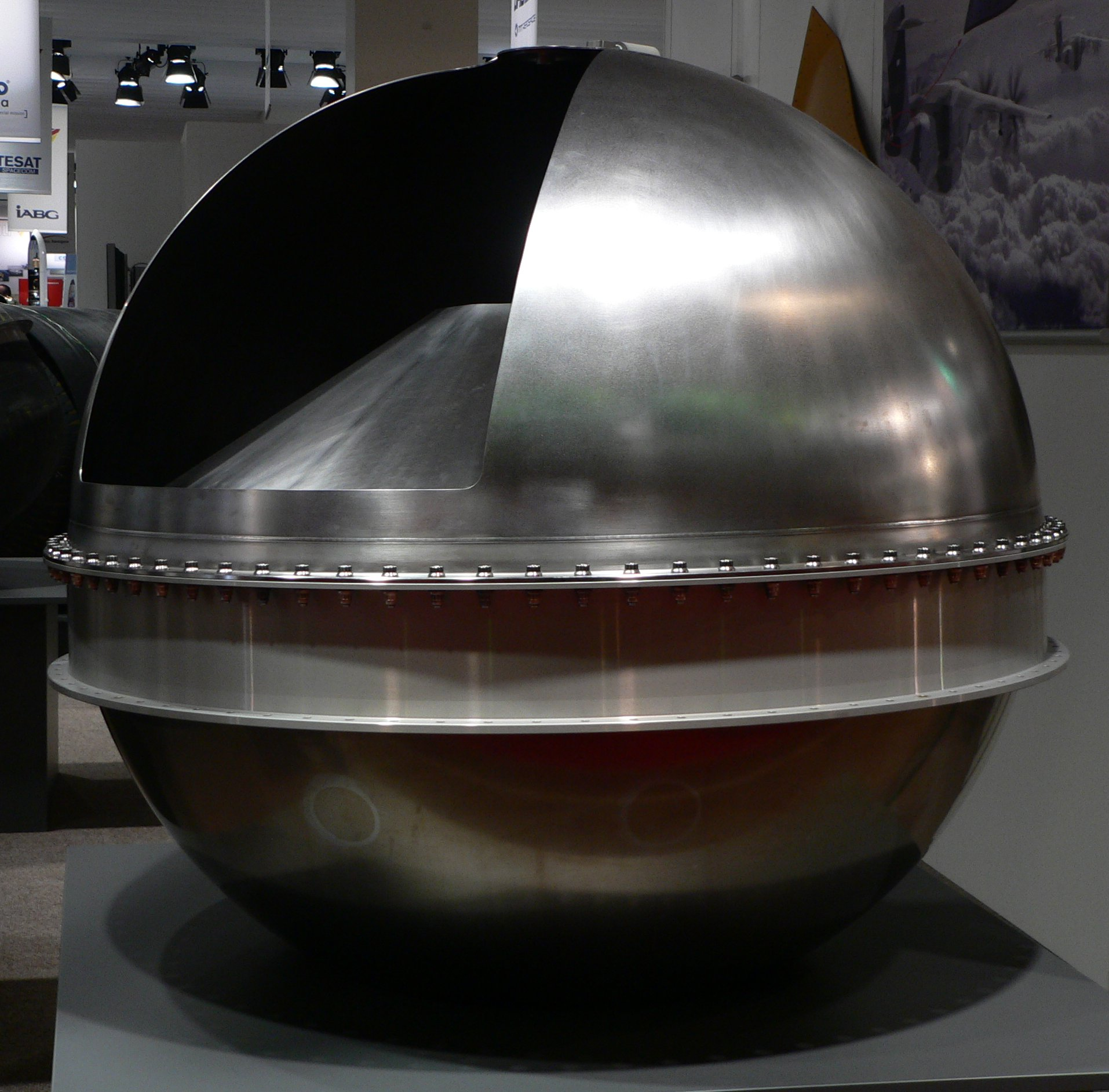
燃料槽

## 設計
自動運載飛船的功用類似進步號太空船，但是設計容量為後者三倍。它如同進步號，可攜載液體（燃料或水）以及其它較易碎的貨物。後者儲放在加壓區，太空人不需換著太空衣即可取用。自動運載飛船的加壓貨物區是基於義大利製造的MPLM的設計，而MPLM原本是太空梭用來運送貨物往返太空站的，理論上也可以放入太空梭的貨倉內。

## 開發
第一艘自動運載飛船從鹿特丹出港，在幾乎2週的航行後於2007年7月31日抵達ESA火箭發射地點法屬圭亞那的Kourou，最後於2008年3月9日發射升空。EADS Astrium Space Transportation在該公司位於Bremen的工廠建造ATV。2004年又簽署合約再建造4艘自動運載飛船，使得總數量達到5艘。
RSC Energia簽了4千萬歐元合約給了 EADS Astrium Space Transportation 的一個主要子承包商，義大利的Alenia Spazio(現改名為Thales Alenia Space)，此合約提供補給 Russian Docking System, refuelling system, and Russian Equipment Control System。 Thales Alenia Space 負責ATV的加壓貨物艙，建造地點在義大利杜林。
自動運載飛船開發成本約為13.5億歐元，而每艘ATV太空船（不包含發射成本）的成本約相當於3億美元。

## 任務

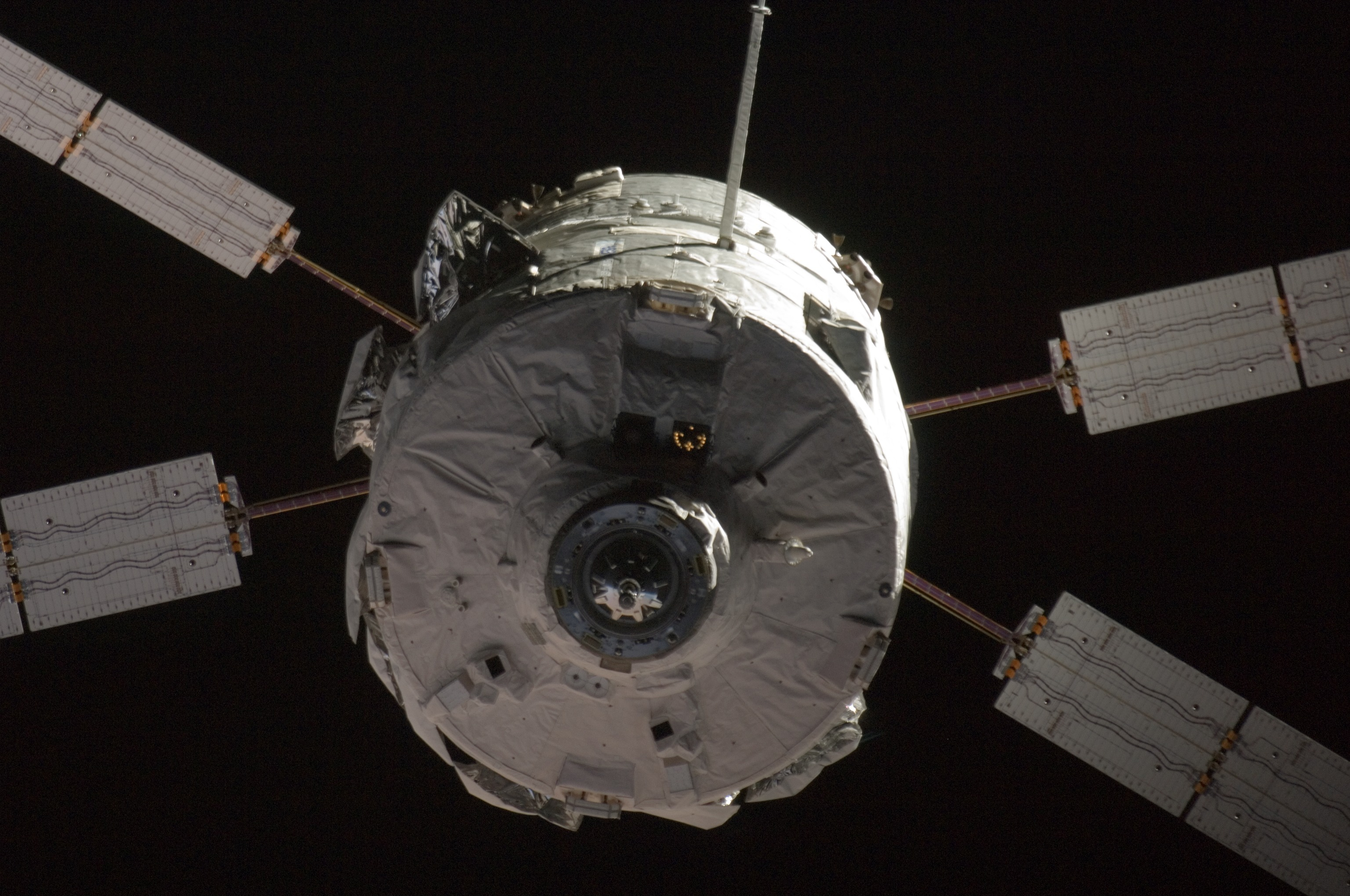
儒勒‧凡爾納號於2008年3月31日接近國際太空站

| 編號    | 命名                | 發射日期          | 結果                      | 重入大氣層日期 |
| ------- | ------------------- | ----------------- | ------------------------- | -------------- |
| ATV-001 | 儒勒‧凡爾納號       | 2008年3月9日      | 接合成功 於 2008年4月3日  | 2008年9月29日  |
| ATV-002 | 約翰尼斯·克卜勒號   | 2011年2月16日     | 接合成功 於 2011年2月24日 | 2011年6月21日  |
| ATV-003 | 愛德華多·阿瑪爾迪號 | 2012年3月22至23日 | 接合成功 於 2012年3月28日 | 2012年10月4日  |
| ATV-004 | 阿爾伯特·愛因斯坦號 | 2013年6月5日      | 接合成功 於 2013年6月15日 | 2013年11月2日  |
| ATV-005 | 喬治·勒梅特號       | 2014年2月         | 接合成功 於 2014年8月12日 | 2015年1月25日  |

來源：

### 儒勒‧凡爾納號
第一艘自動運載飛船在2008年3月9日發射前被延誤非常多次。此太空船的命名是為了紀念第一個現在科幻小說作家儒勒·凡尔纳。儒勒‧凡爾納號攜載了兩份原始手稿送給國際太空船太空人作為第一次任務成功的象徵。
這艘自動運載飛船搭載在一個亞利安五號運載火箭，從赤道上的圭亞那太空中心ELA-3發射台升空進入300公里軌道。自動運載飛船從亞利安火箭分離後，經過幾星期的測試與軌道調整，終於在2008年4月3日UTC時間14:45與國際太空站接合成功。
2008年9月29日凌晨，儒勒‧凡爾納號 重入大氣層燒燬後掉落在大溪地西南方無人居住的太平洋裡。

### 約翰尼斯·克卜勒號

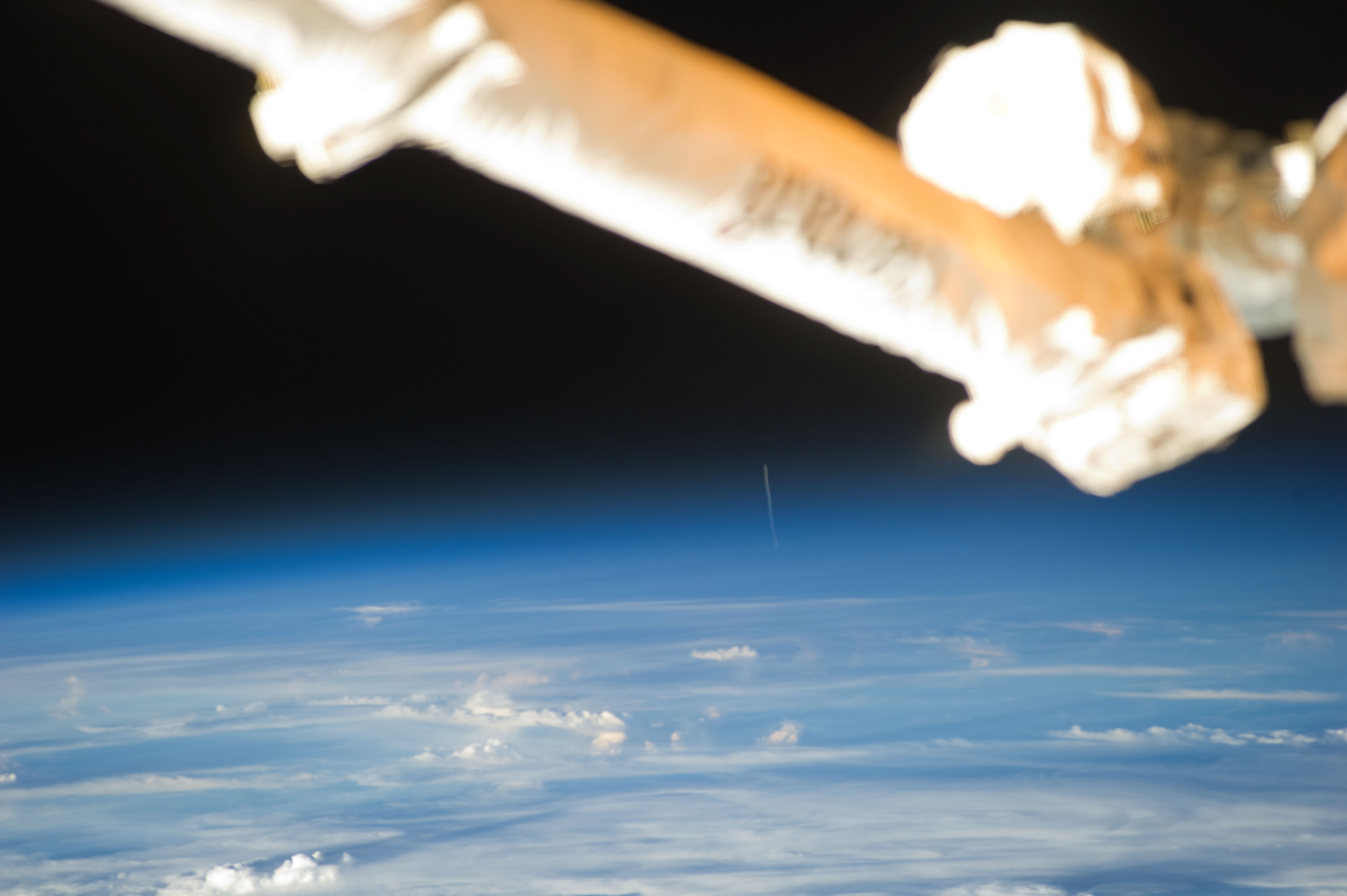
由國際太空站上觀察約翰尼斯·克卜勒號離開

2011年2月17日發射升空約翰尼斯·克卜勒號當時是ESA有史以來最重的太空船，搭載了7,000公斤重的貨物前往ISS。2011年2月15日第一次試圖發射，但在倒數4分鐘前，因為其中一個火箭的燃料槽的錯誤訊號而停止。
2011年8月29日，自動運載飛船使用火箭引擎轉動國際太空站，以使俄羅斯的進步號補給太空船與太空站接合。
由於太空梭STS-134發射的延誤， 約翰尼斯·克卜勒號任務被延長，最後於2011年6月20日離開國際太空站。一天過後，2011年6月21日重入大氣層。

### 愛德華多·阿瑪爾迪號

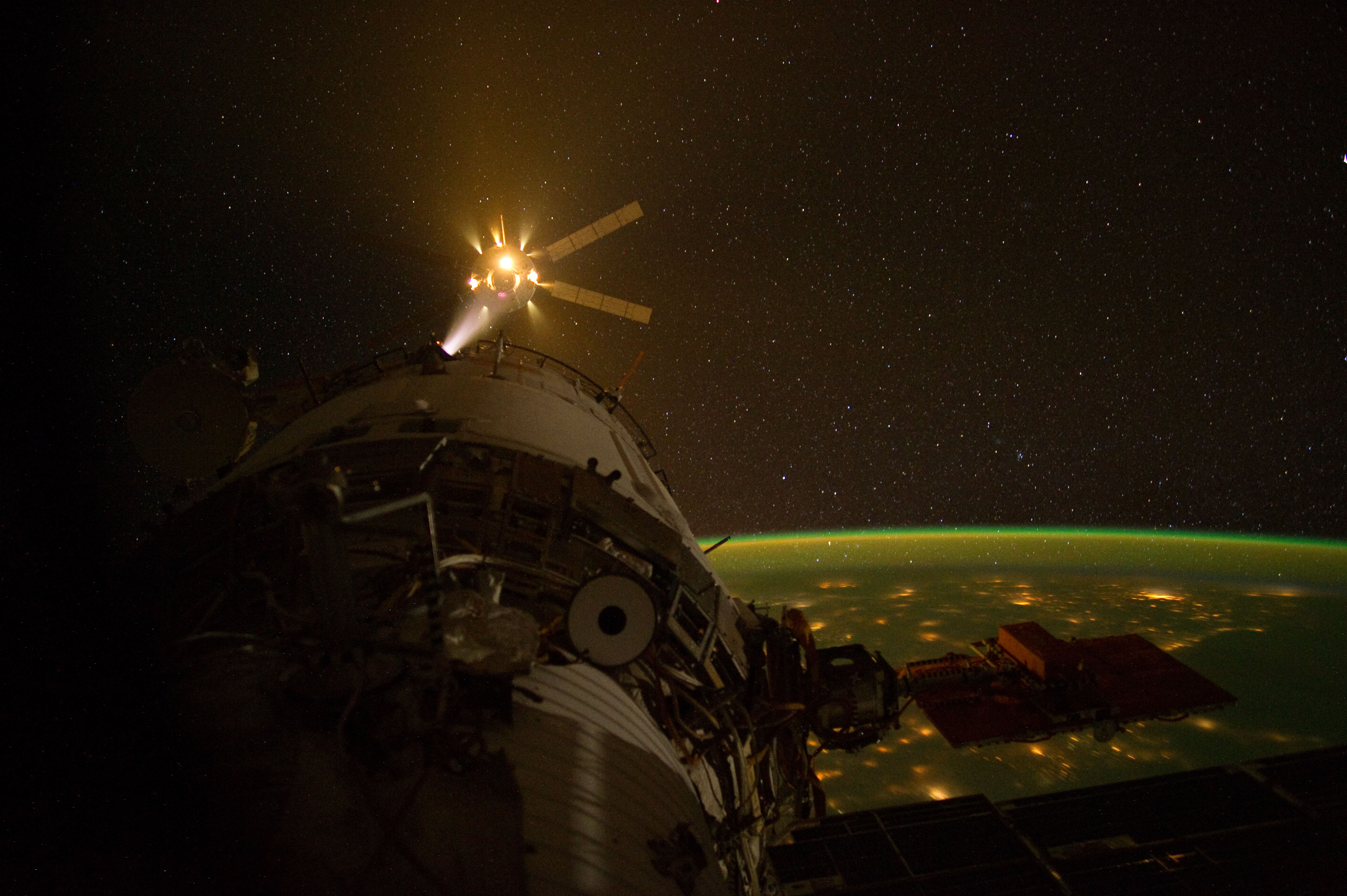
第三艘自動運載飛船愛德華多·阿瑪爾迪號2012年飞行于地球阴影中时靠近国际空间站

第三艘自動運載飛船愛德華多·阿瑪爾迪號在2011年8月底抵達法屬圭亞那，并于2012年3月23日发射。飞船于2012年3月28日格林尼治标准时间22:31抵达国际空间站。

### 阿爾伯特·愛因斯坦號
阿尔伯特·爱因斯坦号于2013年6月5日格林尼治标准时间21:52:11发射，是当时阿丽亚娜火箭发射过的最重的航天器。飞船于2013年6月15日格林尼治标准时间14:07抵达国际空间站。

### 喬治·勒梅特號
第五艘飞船以比利时天文学家乔治·勒梅特命名。飞船于2014年7月29日晚（格林尼治标准时间23:44、当地时间20:44、欧洲中部夏令时间7月30日01:44）发射。飞船为国际空间站补充推进剂、水、空气、干货，还运送了一幅艺术家凯蒂·帕特森的作品，于8月12日格林尼治标准时间13:30抵达国际空间站。乔治·勒梅特号质量约20.3吨，质量比之前的ATV飞船都大，这也使其成为阿丽亚娜火箭发射过的最重的航天器。

## 尺寸
| 長度               | 9794毫米                |
| 最大直徑           | 4480毫米                |
| 太陽能板長度       | 22281毫米               |
| 無酬載質量         | 10470公斤               |
| 艙組酬載           | 2613公斤                |
| 最大質量           | 13083公斤               |
| 發射可酬載最大質量 | 7500公斤                |
| 發射最大質量       | 20750公斤               |
| 廢物處理量         | 6300公斤                |
| 發射軌道           | 420公里高度，51.6度傾向 |

## 發射配置
- 貨物質量

| 乾燥貨物           | 1500-5500公斤                             |
| 水                 | 0-840公斤                                 |
| 氣體               | 0-100公斤                                 |
| 飛行火箭燃料       | 0-830公斤                                 |
| 姿勢控制火箭       | 0-4700公斤                                |
| 發射可酬載最大質量 | 7667公斤                                  |
| 發射載具           | 亞利安五號（300x300公里，51.6度調動軌道） |
| 發射地點           | 圭亚那太空中心，法屬圭亞那                |

- 第一班飛行2008年